# أزيرو
أزيرو كان حاكم أمورو الكنعاني (لبنان الحديث)، في القرن الرابع عشر قبل الميلاد. كان نجل عبدي أشيرتا، التابع المصري السابق في أمورو الذي عاصر الفرعون إخناتون.
تفاصيل معاملات أزيرو معروفة بفضل رسائل تل العمارنة. بينما كان تابعًا رسميًا لمصر، حاول توسيع مملكته نحو ساحل البحر الأبيض المتوسط وإستولى على مدينة سومور (سيميرا). راقبته الممالك المجاورة له بقلق ولا سيما رب حده، ملك جبلا (بيبلوس)، الذي طلب إرسال قوات مصرية لحماية مدينته. غادر ريب حدّة مدينته جبيل لمدة أربعة أشهر لإبرام معاهدة مع ملك بيروت، أمونيرا، لكن عندما عاد إلى مدينته، علم أن انقلابًا في القصر بقيادة شقيقه إليرابح قد أطاح به من السلطة.  لجأ مؤقتًا إلى أمونيرا وناشده دون جدوى الحصول على دعم من مصر لإعادته إلى العرش. (EA 136-138 ؛ EA 141 & EA 142)  عندما فشل ذلك، اضطر ريب حده إلى مناشدة عدوه اللدود، أزيرو، لإعادته إلى عرش مدينته. قام أزيرو بخيانته على الفور وأرسل ريب حدّة إلى أيدي حكام صيدا حيث لقي ريب حدّة حتفه.
ذكر هذا الحدث في رسالة تل العمارنة EA 162 من إخناتون إلى أزيرو عندما طالب الفرعون أزيرو بالسفر إلى مصر لشرح أفعاله.  تم احتجاز أزيرو في مصر لمدة عام على الأقل قبل إطلاق سراحه عندما غزا الحيثيون مدينة عمكي المهمة وبالتالي هدد أمورو (EA 170). سُمح لأزيرو بمغادرة مصر والعودة إلى مملكته. ومع ذلك، أجرى أزيرو اتصالات سرية مع الملك الحثي سوبيلوليوما الأول، وفي وقت ما عند عودته إلى أمورو، حول ولاءه بشكل دائم إلى الحيثيين الذين ظل مخلصًا لهم حتى وفاته.  منذ ذلك ألحين ظلت بلاد أمورو في أيدي الحثيين حتى عهد فراعنة الأسرة التاسعة عشر سيتي الأول ورمسيس الثاني.

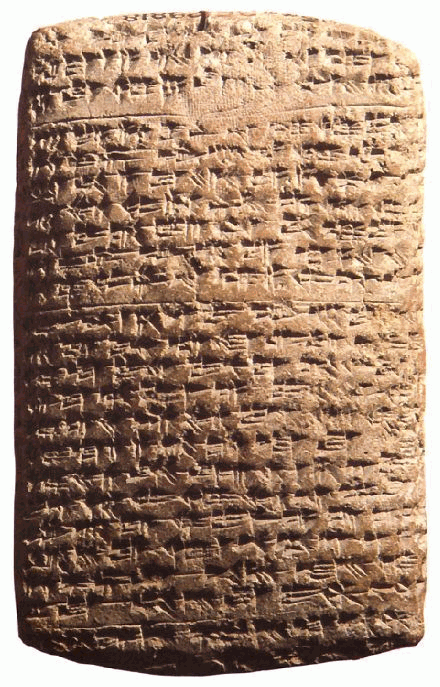
رسائل تل العمارنة EA 161. رسالة أزيرو إلى الفرعون، "تبرير الغياب". (المتحف البريطاني رقم 29818)
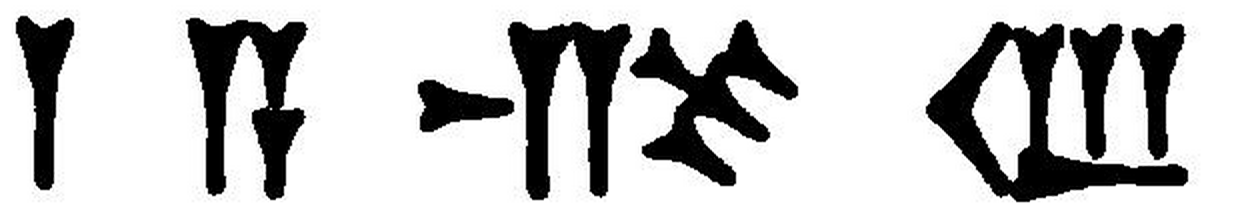
EA 161، السطر 2: "الرسالة (تتحدث هكذا)": 1. أ -زي- رو خادمك"
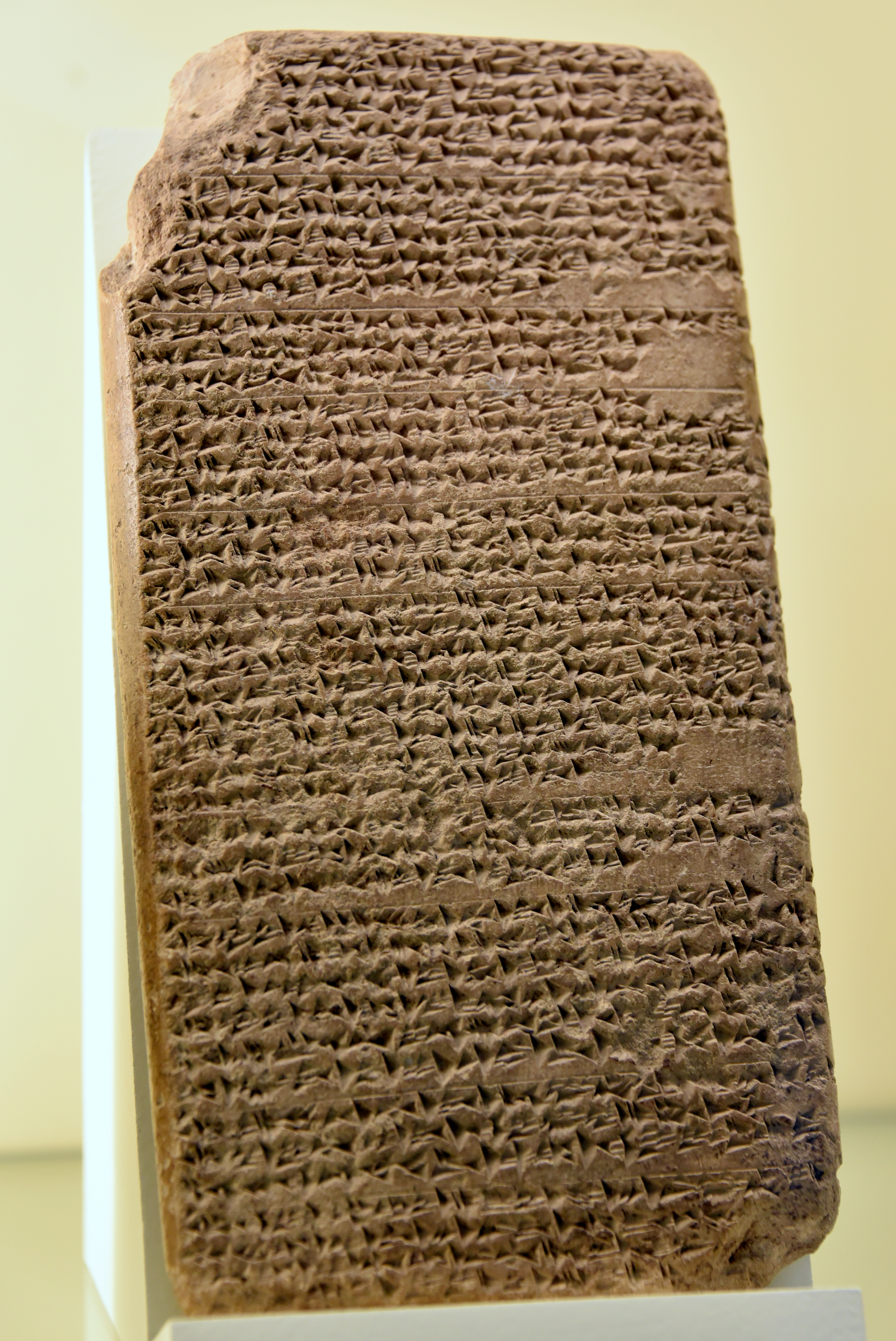
رسالة من إخناتون فرعون مصر إلى أزيرو أمير أمورو. حوالي 1350 قبل الميلاد. من تل العمارنة، مصر. متحف الشرق الأدنى، برلين